# Ваинаку
Ваинаку (англ. Wainaku) — статистически обособленная местность, расположенная в округе Гавайи (штат Гавайи, США) с населением в 1227 человек по статистическим данным переписи 2000 года.

## География
По данным Бюро переписи населения США статистически обособленная местность Ваинаку имеет общую площадь в 3,63 квадратных километров, из которых 3,37 кв. километров занимает земля и 0,26 кв. километров — вода. Площадь водных ресурсов округа составляет 7,16 % от всей его площади.
Статистически обособленная местность Ваинаку расположена на высоте 78 метров над уровнем моря.

## Демография
По данным переписи населения 2000 года в Ваинаку проживало 1227 человек, 316 семей, насчитывалось 422 домашних хозяйств и 453 жилых дома. Средняя плотность населения составляла около 360,2 человек на один квадратный километр. Расовый состав Ваинаку по данным переписи распределился следующим образом: 19,72 % белых, 0,16 % — чёрных или афроамериканцев, 0,41 % — коренных американцев, 45,97 % — азиатов, 6,44 % — выходцев с тихоокеанских островов, 27,06 % — представителей смешанных рас, 0,24 % — других народностей. Испаноговорящие составили 8,48 % от всех жителей статистически обособленной местности.
Из 422 домашних хозяйств в 27 % — воспитывали детей в возрасте до 18 лет, 53,1 % представляли собой совместно проживающие супружеские пары, в 15,2 % семей женщины проживали без мужей, 24,9 % не имели семей. 21,1 % от общего числа семей на момент переписи жили самостоятельно, при этом 11,1 % составили одинокие пожилые люди в возрасте 65 лет и старше. Средний размер домашнего хозяйства составил 2,91 человек, а средний размер семьи — 3,36 человек.
Население статистически обособленной местности по возрастному диапазону по данным переписи 2000 года распределилось следующим образом: 22 % — жители младше 18 лет, 8,9 % — между 18 и 24 годами, 23,6 % — от 25 до 44 лет, 24,2 % — от 45 до 64 лет и 21,4 % — в возрасте 65 лет и старше. Средний возраст жителей составил 43 года. На каждые 100 женщин в Ваинаку приходилось 97,9 мужчин, при этом на каждые сто женщин 18 лет и старше приходилось 96,9 мужчин также старше 18 лет.

## Экономика
Средний доход на одно домашнее хозяйство в статистически обособленной местности составил 42 292 доллара США, а средний доход на одну семью — 52 946 долларов. При этом мужчины имели средний доход в 29 792 доллара США в год против 23 750 долларов среднегодового дохода у женщин. Доход на душу населения в статистически обособленной местности составил 19 296 долларов в год. 6,9 % от всего числа семей в округе и 12,5 % от всей численности населения находилось на момент переписи населения за чертой бедности, при этом 23 % из них были моложе 18 лет и 10,2 % — в возрасте 65 лет и старше.